# Владикіно (станція метро)
55°50′50″ пн. ш. 37°35′23″ сх. д. / 55.84722° пн. ш. 37.58972° сх. д.
«Влади́кіно» (рос. Владыкино) — станція Серпуховсько-Тимірязівської лінії Московського метрополітену. Відкрита 1 березня 1991 у складі дільниці «Савеловська» — «Отрадне».

## Технічна характеристика
Конструкція станції — колонна трипрогінна мілкого закладення (глибина закладення — 10.5 м.) На станції 40 масивних колон. Збільшення кількості колон пов'язано з тим, що станція знаходиться під залізничними коліями. Крок колон — 4 м. У зв'язку із запозиченням трипрогінного типу споруди, розповсюдженого головним чином у в 1960-ті рр., «Владикіно» вважається останньою «станцією-стоногою».
Станція побудована під однойменною платформою Московського центрального кільця методом послідовної перекладки залізничних колій.

## Оздоблення
Колійні стіни оздоблені коричневим гофрованим листом, через що станція має темний і похмурий вигляд. Є кілька розривів з темними мармуровими вставками, прикрашеними медальйонами із зображеннями архітектурних споруд різних релігій (автор А. М. Мосійчук).
- Венеція — церква Сан-Джорджо Маджоре
- Японія — замок Мацумото
- Індія — мавзолей Тадж-Махал
- Владикіно — храм Різдва Богородиці
- Кіжи — каплиця Михайла Архангела
- Бухара — медресе Чор-Мінор
- Владимир — Золоті ворота
- Грузія — храм Никорцмінда

В оздобленні колон використано білий мармур. Підлога викладена темним гранітом .
Оздоблення колійного залу станції частково схоже з дизайном залу станції Щукинська.

## Вестибюлі й пересадки
Вихід у місто по обидві сторони залізничних колій через засклені вестибулі у формі ротонди на Сусоколовське шосе і Сигнальний проїзд. Поруч зі станцією розташований центральний вхід в Головний ботанічний сад РАН і готель Восток.

### Пересадки
- Станцію МЦК  «Владикіно»
- Автобуси: м2, 33, 53, 76, 154, 238, 259, 353, 524, с543, с585, 599, 637, т29

## Колійний розвиток

Схема колійного розвитку станції «Владикіно»

Станція з колійним розвитком — 6 стрілочних переводів, пошерсний і протишерсний з'їзди і 2 одноколійні ССГ з електродепо ТЧ-14 «Владикіно».
На перегоні «Владикіно»-«Отрадне» від головних колій Серпуховсько-Тимірязівської лінії відгалужуються сполучні гілки в депо «Владикіно», обслуговуюче цю лінію.